# لاندا خرس کوچک
لاندا خرس کوچک یک ستاره است که در صورت فلکی خرس کوچک قرار دارد.